# 麻麻门巴民族乡
麻麻门巴民族乡（藏語：མག་མང，威利转写：mag mang），原名麻玛门巴族乡，是中华人民共和国西藏自治区山南市错那市的一个民族乡。下辖麻麻村是错那市政府所在地。

## 行政区划
麻麻门巴民族乡下辖以下地区：
库局村和桑玉村。